# Helmut Dockter

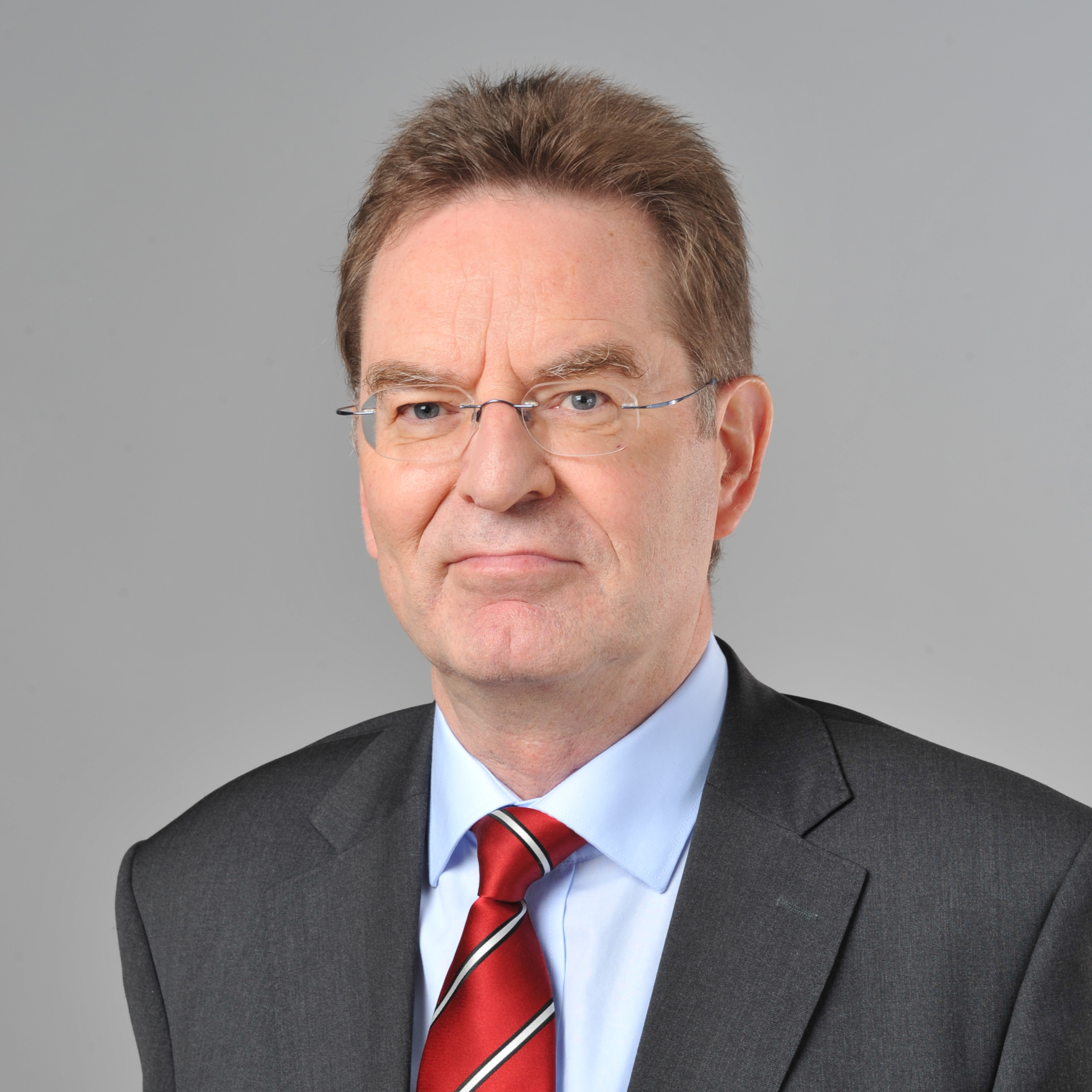
Helmut Dockter

Helmut Dockter (* 9. Oktober 1949 in Köln) ist ein deutscher politischer Beamter. Von Juli 2010 bis September 2014 war er Staatssekretär im Ministerium für Innovation, Wissenschaft und Forschung des Landes Nordrhein-Westfalen.

## Leben und Beruf
Nach dem im Jahr 1969 zum Abitur führenden Schulbesuch in Köln studierte Dockter bis 1974 ebenfalls in Köln Rechtswissenschaften. Im Februar 1975 legte er das erste juristische Staatsexamen ab. Von November 1975 bis zum zweiten Staatsexamen im Februar 1978 absolvierte er sein Referendariat und studierte in dieser Zeit ein Semester an der Deutschen Hochschule für Verwaltungswissenschaften in Speyer.
Auf das bestandene Examen folgend arbeitete Dockter in den Jahren 1978 und 1979 freiberuflich als Rechtsanwalt bei einer Kölner Anwaltssozietät. Im Jahr 1979 erfolgte der Einstieg in die Landesverwaltung Nordrhein-Westfalens. In den folgenden Jahrzehnten war Dockter in unterschiedlichen Funktionen im Finanzministerium, beim Ministerium für Bundesangelegenheiten, beim Ministerpräsidenten und in der Staatskanzlei tätig und übernahm dabei Positionen mit zunehmender Verantwortung. Von April 2008 bis zu seiner Ernennung zum Staatssekretär war er Abteilungsleiter im Ministerium für Innovation, Wissenschaft und Forschung. Zum 30. September 2014 ging er in den Ruhestand.
Helmut Dockter ist verheiratet und hat zwei Kinder.

## Politik
Dockter trat im Jahr 1971 in die SPD ein. Am 16. Juli 2010 wurde er zum Staatssekretär im von Svenja Schulze (SPD) geführten Ministerium für Innovation, Wissenschaft und Forschung von Nordrhein-Westfalen ernannt.